# Szewczenkiwka (rejon mahdałyniwski)
Szewczenkiwka (ukr. Шевченківка) – wieś na Ukrainie w rejonie mahdałyniwskim obwodu dniepropetrowskiego, centrum szewczenkiwskiej rady wiejskiej.

## Położenie
Wieś położona na prawym brzegu Czapłynki w strefie stepowej niziny Dniepru w północnej części obwodu dniepropetrowskiego w pobliżu granicy z obwodem połtawskim, 35 km od centrum obwodu. Najbliższa zamieszkana miejscowość - Mosty - znajduje się 6 km na południe.
Szewczenkiwka znajduje się na prawym brzegu rzeki Czaplynka  na północy regionu dniepropietrowskiego. Najbliższe miejscowości – wieś Jewdokijiwka przylega w górę rzeki, wieś Perszotrawenka w dole rzeki, a wieś Taraso-Szewczenkiwka znajduje się na przeciwległym brzegu. W pobliżu przebiega autostrada T-0414.

## Historia
Wieś została założona pod koniec XVIII wieku przez Kozaków Zaporoskich. Później osiedlili się tu osadnicy z guberni połtawskiej. Wieś nazywała się wtedy Czapłynka i zajmowała tereny po obu brzegach rzeki. Od 1926 roku nazywała się Taraso-Szewczenkiwka, od 1956 roku – Szewczenkiwka.
W czasach sowieckich znajdował się tu centralny majątek kołchozu Batkiwszczyna.
W 1996 roku lewobrzeżna część wsi została przydzielona odrębnej osadzie Taraso-Szewczenkiwka.